# Acta Comparanda
Acta Comparanda is een wetenschappelijk tijdschrift dat eens per jaar wordt uitgegeven door de Faculteit voor Vergelijkende Godsdienstwetenschappen te Antwerpen en via ruilabonnementen en verkoop wordt verspreid, zowel naar de academische wereld als naar leken.
In de loop der jaren werden bijdragen gepubliceerd over christendom, judaïsme, islam, boeddhisme, hindoeïsme, bahai, mystiek, Unification Church, iconografie, algemene filosofie, Schopenhauer, Afrikaanse filosofie, het lijdensvraagstuk, iconen, interreligieuze dialoog, Kant, atheïsme, Ptolemeus, polytheïsme, rechtspraak over de hoofddoek, jainisme, sikhisme, Kierkegaard en Hegel, enzovoorts.
In 2005 werd een Zilveren Jubileum Uitgave gerealiseerd, met volgende bijdragen:
- M. Strubbe: Het totaliteitsdenken bij Spinoza en de Chinese Hua-yen School.
- J. Moltmann:Die Wiedergeburt Europas aus dem Geist der Hoffnung.
- I. Zizioulas: Communio en anders-zijn.
- C. Vonck: Reflection on Sacred Books - The Encyclopaedia of the Qur'ãn.
- H. Rosenberg: Toenadering van de Kerk tot de joden.
- P. van der Velde: Eeuwig jong en tijdloos oud - twee visies op de Dalai Lama.
- J. Rosen: Highlighting Biblical Interpretation.
- M. Campine: Humankind in a Humane World - The Enlarged Cultural and Historical Perspective: Humanity Obliges.

## Acta Comparanda Subsidia
Acta Comparanda Subsidia is een bijkomende, niet periodieke publicatie, die thematisch is opgezet.
Acta Comparanda Subsidia I (2010) verscheen ter gelegenheid van de 20ste verjaardag van de Kierkegaard Werkgroep in de schoot van de Faculteit.
Het bevat verschillende thematische artikels rond Soren Kierkegaard met bijdragen van Prof. Em. Hubert Dethier en Dr. med. Sam Landuyt.
Acta Comparanda Subsidia II (2015) verscheen ter gelegenheid van het symposium The evolutions of Christian Science in scholarly perspective.
Acta Comparanda Subsidia III (2016) verscheen ter gelegenheid van het symposium The Jehovah’s Witnesses in scholarly perspective: What is new in the scientific study of the movement?
Acta Comparanda Subsidia IV (2017): Proceedings of the International Conference -  Scientology in a scholarly perspective.
Acta Comparanda Subsidia V (2018): Les mouvements antisectes et la laïcité Le cas de la FECRIS.
Acta Comparanda Subsidia VI (2018): The Life and Legacy of Sun Myung Moon and the Unification Movements in Scholarly Perspective.
Acta Comparanda Subsidia VII (2019): International Conference Ahmadiyya in scholarly perspective.